# NGC 35
NGC 35 — спиральная галактика в созвездии Кита, открытая Левисом А. Свифтом 21 ноября 1886 года.
Галактика находится в 275 – 280 миллионах световых лет от Млечного Пути и в около полумиллиона световых лет от NGC 17. Галактики предположительно гравитационно связаны и это объясняет их деформированную форму. Размер NGC 35 около 60 тысяч световых лет в поперечнике.
Между NGC 17 и NGC 35 обнаружена область атомарного водорода H I массой около 2.5 × 108M⊙, что подтверждает взаимодействие галактик.